# Olympische Sommerspiele 1968/Fußball/Qualifikation
Qualifikation zum olympischen Fußballturnier 1968 in Mexiko-Stadt.

## Qualifizierte Mannschaften
| 4 aus Europa                  | Tschechoslowakei | Bulgarien   | Frankreich | Spanien     |        |
| 2 aus Südamerika              | Brasilien        | Kolumbien   |            |             |        |
| 2 aus Nord- und Mittelamerika | Guatemala        | El Salvador |            |             |        |
| 3 aus Afrika                  | Guinea           | Nigeria     | Ghana      |             |        |
| 3 aus Asien                   | Japan            | Thailand    | Israel     |             |        |
| Titelverteidiger :            | Ungarn           |             |            | Gastgeber : | Mexiko |

## Europa
Die Sieger aus den vier im K.-o.-System ausgespielten Gruppen qualifizierten sich für die Endrunde.

### Gruppe 1

#### 1. Runde
|             | Gesamt |          | Hinspiel | Rückspiel |
| ----------- | ------ | -------- | -------- | --------- |
| Sowjetunion | 1n/p 1 | Albanien | 1n/p 1   | 1n/p 1    |

#### 2. Runde
|                  | Gesamt |             | Hinspiel | Rückspiel |
| ---------------- | ------ | ----------- | -------- | --------- |
| Sowjetunion      | 3:1    | Polen       | 2:1      | 1:0       |
| Tschechoslowakei | 2n/p 2 | Jugoslawien | 2n/p 2   | 2n/p 2    |

#### Finale
|                  | Gesamt |             | Hinspiel | Rückspiel |
| ---------------- | ------ | ----------- | -------- | --------- |
| Tschechoslowakei | 5:3    | Sowjetunion | 3:0      | 2:3       |

### Gruppe 2

#### 1. Runde
|     | Gesamt |              | Hinspiel | Rückspiel |
| --- | ------ | ------------ | -------- | --------- |
| DDR | 10:0   | Griechenland | 5:0      | 5:0       |

#### 2. Runde
|           | Gesamt |          | Hinspiel | Rückspiel |
| --------- | ------ | -------- | -------- | --------- |
| Bulgarien | 6:2    | Türkei   | 3:0      | 3:2       |
| DDR       | 2:0    | Rumänien | 1:0      | 1:0       |

#### Finale
|           | Gesamt |     | Hinspiel | Rückspiel |
| --------- | ------ | --- | -------- | --------- |
| Bulgarien | 6:4    | DDR | 4:1      | 2:3       |

### Gruppe 3

#### 1. Runde
|          | Gesamt |             | Hinspiel | Rückspiel |
| -------- | ------ | ----------- | -------- | --------- |
| Finnland | 1:0    | Niederlande | 0:0      | 1:0       |

#### 2. Runde
|            | Gesamt |          | Hinspiel | Rückspiel |
| ---------- | ------ | -------- | -------- | --------- |
| Österreich | 4:2    | Schweiz  | 4:1      | 0:1       |
| Frankreich | 4:2    | Finnland | 3:1      | 1:1       |

#### Finale
|            | Gesamt |            | Hinspiel | Rückspiel |
| ---------- | ------ | ---------- | -------- | --------- |
| Frankreich | 4:2    | Österreich | 3:1      | 1:1       |

### Gruppe 4

#### 1. Runde
|         | Gesamt |        | Hinspiel | Rückspiel |
| ------- | ------ | ------ | -------- | --------- |
| Spanien | 6:4    | Island | 1:1      | 5:3       |

#### 2. Runde
|                        | Gesamt |                | Hinspiel | Rückspiel |
| ---------------------- | ------ | -------------- | -------- | --------- |
| Vereinigtes Königreich | 2:1    | BR Deutschland | 2:0      | 0:1       |
| Spanien                | 3n/p 3 | Italien        | 3n/p 3   | 3n/p 3    |

#### Finale
|         | Gesamt |                        | Hinspiel | Rückspiel |
| ------- | ------ | ---------------------- | -------- | --------- |
| Spanien | 1:0    | Vereinigtes Königreich | 1:0      | 0:0       |

## Asien
Israel hatte lediglich Ceylon als Gegner, denn sowohl Indien als auch Persien (Iran) hatten verzichtet. Ceylon trat nur unter der Bedingung in Israel an, dass ihm die Reise- und Aufenthaltsspesen für 18 Fußballer und den Betreuerstab ersetzt wurde. Israel gewann seine Matches gegen den Inselstaat mit 4:0 und 6:0.